# 185 î.Hr.

## Nașteri
- Terențiu (Publius Terentius Afer), dramaturg latin din timpul Republicii Romane (d. 159 î.Hr.)